# Abraham Peter Cronholm
Abraham Peter Cronholm, född den 22 november 1809 i Landskrona, död den 27 maj 1879, var en svensk historiker och skriftställare, prästvigd och tidvis professor vid Lunds universitet.
Abraham var äldre bror till Bernhard August Cronholm. De tillhör, genom sin farfarsmor Gundela Larsdotter (gift med Åke Olofsson, som tog namnet Cronholm efter Gundelas morfar Hans Michelsson), genealogiskt den så kallade Mickelssläkten. Han var ogift.

## Akademisk karriär
Cronholm blev student vid Lunds universitet 1825, filosofie magister 1829, docent i nordisk historia och "antikviteterna" 1831, e. o. adjunkt 1834 och ordinarie adjunkt i historia 1838. 1841 prästvigdes han. Han var 1842–46 vid flera tillfällen förordnad på professurerna i historia och kyrkohistoria och 1849 utnämnd till e. o. professor i nordisk historia. 
1855 fick han på egen begäran avsked från lärarbefattningen för att kunna utnyttja ett av riksdagen särskilt beviljat anslag att fortsätta sin historiska forskning. Därpå vistades han en längre tid i Tyskland fylld av arkivforskning i Wien, Dresden, Berlin och München. 1868 tog han likaså avsked från prästämbetet.  Under senare år var han bosatt i Stockholm.
Cronholm var en av Sveriges flitigaste hävdatecknare och ägnade sig särskilt åt Sveriges historia under Gustav II Adolfs och drottning Kristinas tid. Hans egensinniga materialbehandling och stil medförde dock att hans verk har blivit mindre allmänt känt och uppskattat. Förutom fyra akademiska artiklar (disputationer) i medeltida historiska ämnen och bidrag till Biografiskt lexikon öfver namnkunnige svenske män utgav han ett flertal skrifter:
Cronholm var kurator vid Kalmar nation, Lund 1835–1845  Han var ledamot i flera lärda samfund, bland andra Kungliga Vitterhets Historie och Antikvitets Akademien från 1862.
För Sveriges historia under Gustaf II Adolfs regering tilldelades han för de första två delarna av Svenska Akademien 1857 det av kung Karl Johan instiftade priset för litterära förtjänster.